# Плотницкий конец
Плотницкий конец или «Плотники» — один из пяти концов (районов) древнего Новгорода.

## История
Плотницкий конец выделился в XII веке из Славенского конца. Располагается в северной части Торговой стороны.
Как и в других городских концах, общественно значимые вопросы решались горожанами на вече, но о том, где собиралось вече Плотницкого конца, ничего не известно.
По территории Плотницкого конца до 1954 года протекал древний Фёдоровский ручей, до постройки церкви Фёдора Стратилата называвшийся Плотницким.

## Памятники архитектуры
- Церковь Бориса и Глеба в Плотниках
- Церковь Никиты Мученика (Великий Новгород)
- Церковь Фёдора Стратилата на Ручью
- Церковь Дмитрия Солунского на Славкове улице
- Церковь Рождества Богородицы на Михалице